# Arc cec

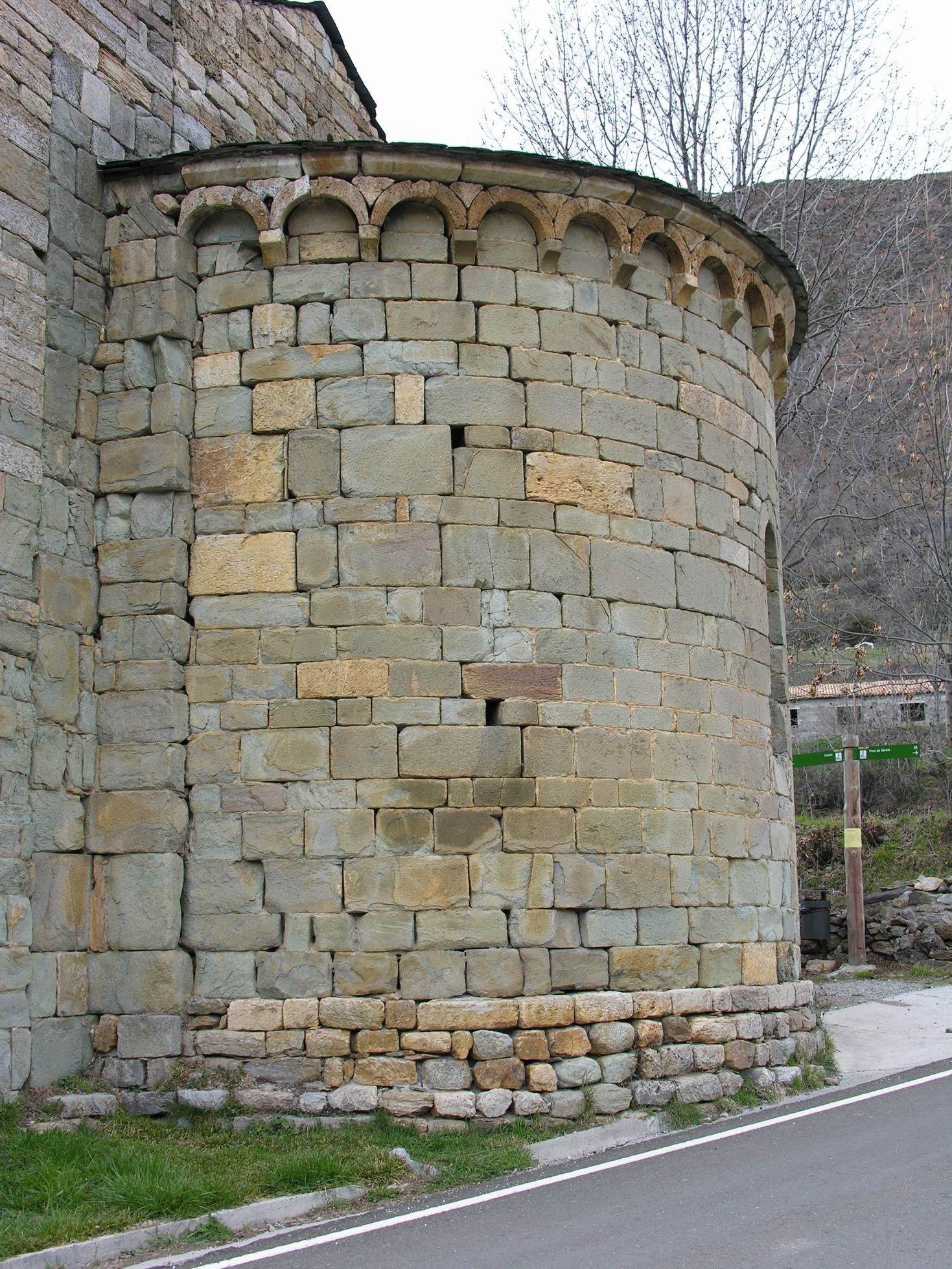
Arcs cecs a l'absis de Santa Maria de Cóll

L'arc cec és un arc aplicat sobre un mur amb finalitats ornamentals
És un element arquitectònic molt usat en l'arquitectura romànica, tants als murs laterals com als absis i absidioles que rematen les naus. De vegades s'acompanyen de faixes llombardes. Exemples de l'arc cec es poden trobar a l'església de Santa Maria de Cóll.
Després de l'arc cec va aparéixer l'absis, un reforç del mur de poc gruix.